# Scoarța, Gorj
Scoarța este satul de reședință al comunei cu același nume din județul Gorj, Oltenia, România. Se află în partea de est a județului, Oltenia, România.

## Vezi și
- Biserica de lemn din Scoarța-Cârținești
- Biserica de lemn din Scoarța-Pietriș, Gorj